# 达娜·克拉代克
达娜·克拉代克（英語：Dana Chladek，1963年12月27日—），美国女子皮划艇运动员。她曾代表美国参加1992年和1996年夏季奥林匹克运动会皮划艇比赛，获得一枚银牌和一枚铜牌。